# Erwin Nasse

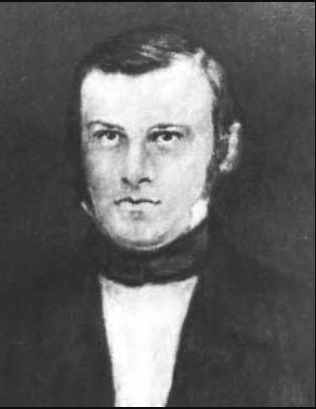
Erwin Nasse

Erwin Nasse (* 2. Dezember 1829 in Bonn; † 4. Januar 1890 ebenda) war ein Nationalökonom und Politiker. Nasse war Mitbegründer und Vorsitzender des Vereins für Socialpolitik.

## Leben
Erwin Nasse war ein Sohn von Christian Friedrich Nasse und Henriette Weber (1788–1878) aus Bielefeld. Er studierte Philologie und Nationalökonomie. Während seines Studiums wurde er 1846 Mitglied der Burschenschaft Fridericia Bonn. Er habilitierte sich 1854 in Bonn als Privatdozent. Ostern 1856 zum Professor in Basel ernannt, wurde er im Herbst d. J. an die Universität Rostock und von da 1860 an die Universität Bonn berufen. 1872/73 amtierte er als Rektor der Universität.
Der Psychiater Karl Friedrich Werner Nasse sowie der Physiologe Hermann Nasse waren seine Brüder. Sein Sohn Friedrich wurde Landrat in Husum, Erwin Nasse wurde auf dem Poppelsdorfer Friedhof in Bonn begraben.

## Werk
Seine literarischen Arbeiten gehören vornehmlich den Gebieten des Bank- und Steuerwesens, dann der Agrargeschichte an. („Bemerkungen über das preußische Steuersystem“ (Bonn 1861); „Die Preußische Bank“ (das. 1866); „Über die mittelalterliche Feldgemeinschaft in England“ (das. 1869); „Geld- und Münzwesen“, in Schönbergs „Handbuch der politischen Ökonomie“ (2. Aufl., Tübing. 1886); „Agrarische Zustände in England“, in den „Schriften des Vereins für Sozialpolitik“ (Bd. 27).)

## Politik
Nasse war Stadtrat in Bonn. Außerdem gehörte er als Mitglied der freikonservativen Partei von 1869 bis 1879 dem Preußischen Abgeordnetenhauses an, wo er den Wahlkreis Regierungsbezirk Koblenz 4 (Kreuznach – Simmern – Zell) vertrat.
Nasse war Mitbegründer des Vereins für Sozialpolitik. Ab 1874 war er Vorsitzender des Vereins. Im Jahr 1889 wurde er Mitglied im preußischen Herrenhaus, verstarb aber, bevor er an einer Sitzung teilnehmen konnte.